# 8、9點換日線
《9點換日線》曾是台灣東森新聞台的一個國際新聞節目，採現場播出。節目專門播出每日的台灣、國際要聞及世界大事。曾由東森新聞台《黃金8、9點新聞》主播 陳瑩 主持製作。

## 歷史
- 2018年5月7日，東森新聞台《黃金9點新聞》轉型為國際新聞節目，節目定名為《9點換日線》，並由東森新聞主播陳瑩擔任主持人並兼任製作人。
- 2019年1月2日，因應東森新聞台節目調整，《9點換日線》改為19:55播出，並改名為《8點換日線》。
- 2019年1月16日，東森新聞台原晚間9點節目《直播線上》調整為15:55播出，《8點換日線》延長為2個小時播出，同時《9點換日線》恢復播出。
- 2019年6月17日-2019年12月20日，配合東森新聞台晚間20:00時段節目調整，該節目型態改為週間下午16:00、17:00時段播出。
- 2020年2月10日-2020年10月16日，該節目型態恢復為每週一到週五晚間8、9點時段播出。
- 2020年10月19日起，該節目正式恢復播出。
- 2020年10月26日起，該節目型態改為每週一到週五晚間8、9點時段播出。

## 主持人
- 主持人：東森新聞台《黃金8、9點新聞》主播 陳瑩。

## 曾任代班主持人
- 8點換日線曾任代班主播：吳宇舒、陳智菡、蔣心玫、林季瑩。
- 9點換日線曾任代班主播：吳宇舒、蔣心玫、林季瑩。

## 節目單元推播
- 美選看東森
- 今夜最新
- 東森看國際
- 印象24小時

## 新聞鏡面
- 東森新聞台的logo在畫面的右上角

（高畫質會於數位訊號下方顯示「HD」字樣，類比訊號不會顯示）
- 最上方放置天空標
- 右下角處設置時鐘
- 時鐘上方設置節目LOGO
- 最下方為跑馬燈
- 新聞標題放置在跑馬燈上方
- 地點標在新聞標題左上方，並顯示外電名稱